# Torre de Santa María
Torre de Santa María is een gemeente in de Spaanse provincie Cáceres in de regio Extremadura. Torre de Santa María heeft 566 inwoners (1 januari 2016).
Torre de Santa María ligt op zo'n 35 kilometer afstand van Cáceres, op 50 kilometer afstand van Mérida en 30 kilometer afstand vanaf Trujillo.

## Burgemeester
De burgemeester van Torre de Santa María is Diego Antonio Valhondo Gómez.

## Demografische ontwikkeling
Bron: INE, 1857-2011: volkstellingen